# Майзель, Генрих Владимирович
Генрих Владимирович Майзель (16 [29] января 1906, Витебск — 5 января 1938, Ленинград) — архитектор, соавтор проектов аэровокзала «Пулково» 1951 года постройки, здания Института инженеров гражданского воздушного флота (улица Пилотов, 18, корпус 4) и Дома Советов Выборгского района Ленинграда.
Родился 16 (29) января 1906 года в Витебске. В середине 1920‑х годов обучался в Архитектурном техникуме, а в 1925 году поступил в Художественно-технический институт, которой окончил в 1929 году со званием архитектора-художника (Дипломная работа «Строительная выставка»).
В 1930-х работал в Северном управлении Гражданского воздушного флота, был беспартийным. В апреле 1936 года по проекту Г. В. Майзеля и Е. Я. Витенберга началось строительство здания ленинградского аэровокзала (здание было завершено только в 1951 году).
Был арестован 29 ноября 1937 года и обвинён в шпионаже и диверсионной деятельности в пользу Польши (передачу секретной информации о ходе строительства аэровокзала, об авиапроисшествиях и количестве подвижного состава), а также в подготовке террористического акта против Жданова; 5 января 1938 года расстрелян. Реабилитирован Военным трибуналом Ленинградского военного округа (ВТ ЛВО) 17 июня 1975 года.